# 津森千里
津森 千里（つもり ちさと、1954年11月12日 - ）は、日本のファッションデザイナー。埼玉県狭山市出身。ファッションブランド「ツモリチサト」の創業者。かつては「イッセイミヤケ」傘下ブランドのデザインも手掛けていた。

## 略歴
- 1976年 - 文化服装学院デザイン科卒業[4]。
- 1977年 - 株式会社イッセイミヤケインターナショナルに入社、「イッセイミヤケスポーツ」のデザイナーに就任[4]。
- 1986年 - 文化服装学院の同級生と結婚。2年後に長男を出産[4]。
- 1983年 - 「イッセイミヤケスポーツ」のブランド名を「I.S. Chisato Tsumori Design」に変更し、チーフデザイナーに就任[4]。
- 1990年 - 津森千里デザインスタジオを設立、自身のブランド「ツモリチサト」を始動[5]。
- 2008年 - 出身地狭山市の有限会社やまひろ広沢園が製造販売するペットボトル入りお茶「さやま茶」のパッケージデザインを担当した。服飾以外での活動は珍しく、雑誌にも取り上げられた。

## 受賞歴
1985年に毎日ファッション大賞の新人賞、2002年に同賞の大賞を受賞している。